# Causes du génocide des Tutsi au Rwanda
Entre avril et juillet 1994, 800 000 Rwandais hommes, femmes et enfants principalement Tutsis, ont été massacrés durant le génocide au Rwanda. La qualification de génocide pour désigner ces crimes et la conclusion que l'Organisation des Nations unies (ONU) n'a su ni l'empêcher ni le faire cesser plus tôt sont retenues, en novembre 1994, dans la résolution du Conseil de sécurité de l'ONU qui institue le Tribunal pénal international pour le Rwanda, puis en 1999, par la commission mandatée par le secrétaire général de l'ONU, Kofi Annan.
Les causes de ce génocide furent multiples: outre l'accumulation de haines entre les communautés Hutu et Tutsi au fil des années et l'enchaînement des événements déclencheurs, d'autres causes ou responsabilités, intérieures ou extérieures, ont été évoquées par les différentes commissions d'enquêtes.

## La construction du projet génocidaire
De nombreuses tentatives de compréhension de la « mécanique génocidaire » ont été faites :
Une de ces tentatives s'inspire d'une perception endogène de cet événement : la cause du génocide résiderait uniquement dans un certain nombre de facteurs inventoriés, dont les principaux seraient une « haine ethnique » et l'attentat déclencheur.
D'autres analyses, évoquées plus loin, ont aussi relevé des éléments extérieurs qui auraient favorisé le projet génocidaire, notamment les suites de la colonisation, le soutien de la Belgique à la République mono-ethnique Hutu, la possible implication de la France, la non-application des accords d'Arusha, les événements du Burundi, l'attitude des Églises et les inconséquences de la communauté internationale.

### L’inspiration du génocide
L'inspiration du génocide trouve sa source principale dans le retournement politique de 1959 qu'on a appelé « la révolution sociale » et qui a débouché sur la fuite de plusieurs dizaines de milliers de Tutsi, la création de la première République et l'indépendance du Rwanda.
À la suite de ces événements, liés à la fois à l'organisation sociale traditionnelle du Rwanda, et à la politique qu'a menée la Belgique pour administrer le territoire avant son indépendance, de nombreux Tutsi partirent en exil pour fuir les massacres et furent perçus comme une menace permanente par les dirigeants Hutu, qui craignaient leur désir de reconquérir le pouvoir. L'extermination des Tutsi était « dans l'air », dans le prolongement des événements de 1959, 1963 et 1973, qui balisent l'histoire du Rwanda post-colonial, augmentant à chaque fois la diaspora des exilés. Déjà le 4 février 1964, un article du journal Le Monde était titré : « L'extermination des Tutsis, les massacres du Ruanda sont la manifestation d'une haine raciale soigneusement entretenue ».
Le retour armé des exilés Tutsi, organisés au sein du FPR, en octobre 1990 marquant le début de la guerre civile rwandaise, va déclencher sur ce terreau historique et culturel l'idée puis la montée en puissance d'une idéologie anti-Tutsi. Ce mouvement sera amplifié par les événements graves du Burundi en 1992, puis l'assassinat en octobre 1993 du premier président Hutu burundais élu, Melchior Ndadaye et le soutien stratégique de la France, notamment la mise en œuvre de sa doctrine militaire de la guerre contre-révolutionnaire, qui donne au régime rwandais la caution politique de la « Patrie des Droits de l'homme », en particulier dans le processus d'organisation autour de la « désignation de l'ennemi ».
Le chanteur-compositeur Simon Bikindi membre du MRND, qui chantait l'extermination des Tutsi dès la fin des années 1980, ou le colonel Rwagafilita que le général français Jean Varret a entendu en 1990 dire à propos des Tutsi : « ils sont très peu nombreux, nous allons les liquider », la création du journal extrémiste Kangura (en décembre 1990), celle de la Radio télévision libre des Mille Collines, sont autant d'éléments, parmi beaucoup d'autres, qui montrent une commune inspiration et l'expression d'un objectif : se débarrasser des Tutsi.

### La perception de l’histoire du Rwanda

#### L’«ethnisme»
Selon l'historien Jean-Pierre Chrétien et l'anthropologue André Guichaoua, avant la colonisation, Tutsi, Hutu et Twa n'étaient pas des ethnies au sens propre du terme, mais plutôt des catégories sociales liées à l'activité exercée :
- les Tutsi sont les propriétaires de troupeaux ;
- les Hutu sont les agriculteurs ;
- les Twa sont les artisans et ouvriers[10].

Avant la colonisation, et aujourd'hui encore, tous les Rwandais parlent la même langue, ce qui est peu fréquent dans les pays d’Afrique, ont la même foi traditionnelle en un dieu unique, Imana, la même culture et vivent ensemble sur les collines. Ils se marient parfois entre eux et continueront à le faire par la suite, malgré les pressions politiques existant depuis les indépendances. L’ethnisme rwandais ne répond donc pas à des caractéristiques ethnologiques fondées.
Ne relevant ni des ethnies, ni des classes sociales, la distinction entre Hutus et Tutsis correspond à des groupes structurés à partir de leur activité. Elle évoque celle des « ordres » dans l’Europe d’avant 1789, ce qui n'exclut pas l'éventualité que des groupes d'origines diverses aient immigré au Rwanda dans un passé lointain, sans qu'ils recouvrent nécessairement la distinction Hutu-Tutsi, avant de s'assimiler les uns aux autres par le biais du mariage. Avant la colonisation, un Hutu qui possédait plusieurs têtes de bétail pouvait, de ce fait, devenir Tutsi. Réciproquement, un Tutsi pouvait devenir Hutu.
Les Rwandais expliquent qu'il y avait traditionnellement d'autres références sociales : les clans, qui regroupaient toutes les catégories socio-professionnelles et faisaient aussi ressortir des clivages régionaux.
L'ethnisme au Rwanda apparaît donc comme une « évidence idéologique » de « racialiser » la perception de la société et de la diviser d'une manière qui servit ensuite de levier pour justifier les massacres.

#### L’influence belge et de courants idéologiques occidentaux du début duXXesiècle
L’ethnisme au Rwanda date du temps du colonisateur allemand, puis belge. Ce dernier, après avoir battu les troupes de l'Allemagne impériale à Tabora, reçoit de la Société des Nations le mandat de gérer le Rwanda dans la structure créée par l'Allemagne. L'ethnisme reste donc l’élément structurant de l’organisation sociale et politique mise en place dès la fin du dix-neuvième siècle et maintenue dans les années 1920 et 1930.
Jusqu'à la fin des années 1950, les enseignants, les intellectuels, les ethnologues et les universitaires accréditent le mythe d'une société rwandaise composée de Tutsis évolués et de Hutus faits pour obéir, engendrant de grandes frustrations chez ces derniers.
Des observateurs ont aussi vu dans le problème rwandais une réplique induite du conflit linguistique belge. Il est indéniable que les Wallons, qui étaient majoritaires au début au Rwanda, et les Flamands continueront sur le sol rwandais leurs luttes idéologiques et d'influence. En 1958, le basculement du soutien belge aux Tutsi vers un soutien aux Hutu est articulé à la fois sur les demandes des Tutsi d'indépendance politique, comme partout en Afrique, et sur le développement de la présence des Flamands au Rwanda qui verront dans les Hutu un peuple opprimé comme eux.
Influence de la colonisation allemande (1885-1916) : Les Allemands, premiers colonisateurs, s’appuyaient principalement sur l’aristocratie Tutsi pour administrer le territoire. Ils considéraient les Tutsis comme une “race supérieure”, une perception qui, a jeté les bases pour la division accrue sous la colonisation belge.

#### La lecture révolutionnaire de la société rwandaise
La Révolution française a aussi servi de référence dans ce basculement politique entre les Tutsi et les Hutu.
L'Église catholique, belge et suisse surtout, plus influente peut être que dans aucun autre pays, avait consacré le Rwanda au « Christ roi ». La dimension religieuse est indispensable pour comprendre le Rwanda, tant ce pays est imprégné de sentiments religieux, et tant la place sociale de l'Église catholique y était importante dans les structures politiques, sociales et éducatives.
Les autorités de l'Église catholique au Rwanda développeront à la fin des années 1950 une prédication de libération du peuple Hutu opprimé par les Tutsi, à l'instar des discours contre la noblesse française à la fin du XVIIIe siècle. On rappelle fréquemment la Lettre pastorale du 11 février 1959 d'André Perraudin, qui sera perçue comme une justification morale de la chasse aux Tutsi qui débutera quelques semaines plus tard. Perraudin insiste sur la distinction raciale et conteste l'analyse de classe, pour barrer la route aux sensibilités communistes qui auraient pu s'éveiller alors dans les milieux populaires.

#### De l’ethnisme à la guerre civile, puis au génocide
L'ethnisme a provoqué l'exil de nombreux Tutsi. La revendication des Tutsi en exil de revenir au pays s'est toujours heurtée aux pouvoirs Hutu entre 1959 et 1994. La volonté des Tutsi de revenir au pays par les armes a déclenché une guerre civile. En réponse, les responsables Hutu ont mené une double stratégie, combattre le FPR et massacrer les Tutsi de l'intérieur du pays pour tenter de dissuader le FPR de poursuivre sa reconquête.
Dans son rapport, la mission parlementaire française écrit :
« 
Cette volonté d'éradiquer les Tutsis imprègne tout particulièrement l'armée composée uniquement de Hutus. Le général Jean Varret, ancien chef de la Mission militaire de coopération d’octobre 1990 à avril 1993 a indiqué devant la Mission comment, lors de son arrivée au Rwanda, le Colonel Rwagafilita, lui avait expliqué la question tutsie : « ils sont très peu nombreux, nous allons les liquider ».
 »
Le colonel Rwagafilita était alors le chef d'état-major de la gendarmerie rwandaise, directement sous l'autorité de Juvénal Habyarimana, le président de la République.

### Les résonances entre les événements du Burundi et ceux du Rwanda
Le Burundi a une structure de population semblable à celle du Rwanda, la même langue malgré quelques variantes, et une histoire coloniale comparable, puisque les Allemands, puis les Belges administrèrent le Ruanda-Urundi comme une même entité. Mais la gestion post-coloniale du Burundi fut différente de celle du Rwanda, puisque les Tutsi ont toujours gardé une influence importante sur les structures de l'État burundais, et la « question ethnique » a évolué sur le plan politique de façon très différente.
L'assassinat en octobre 1993 de Melchior Ndadaye, premier président de la République Hutu élu démocratiquement, fut une source d'angoisse pour les responsables de la République Hutu rwandaise. Cet assassinat fut attribué à l'armée burundaise, dirigée par des Tutsi et justifia un durcissement de l'ethnisme au Rwanda. Il servit de prétexte à un renforcement des campagnes idéologiques préparant le génocide en appelant la population rwandaise à se lever contre la volonté des Tutsi d'imposer leur pouvoir et leur projet, supposé mais présenté comme réel, de massacrer les Hutu.[réf. nécessaire]

### Les pressions des démocraties riches

#### Le multipartisme
Le discours de La Baule, prononcé le 20 juin 1990 par François Mitterrand, eut une influence directe sur Juvénal Habyarimanas. Trois semaines après l'avoir entendu, il déclara qu'il allait modifier la constitution rwandaise pour ouvrir le pays au multipartisme. Selon l'analyse des députés français, ce discours semble avoir fonctionné comme un piège pour la politique française, car les responsables français n'en ont pas tiré toutes les conséquences : 
« la logique du discours de La Baule a fonctionné comme un piège.
Face aux atermoiements des autorités rwandaises et préoccupée par la stabilité des États et la sécurité régionale, la France n’a jamais pris la décision de suspendre toute coopération, ou même de procéder à une baisse du niveau de son aide civile et militaire. Aussi, le président Juvénal Habyarimana a-t-il pu se convaincre lui-même que « la France… serait derrière lui quelle que soit la situation, qu’il pouvait faire n’importe quoi sur le plan militaire et politique » comme l’a estimé M. Herman Cohen au cours de son audition.
Avec le recul, on peut considérer que les autorités rwandaises ont joué avec habileté des promesses qu’elles n’ont pas tenues » .

#### Les lobbies occidentaux de l’armement
Les Forces armées rwandaises ont reçu des armes pendant le génocide, y compris après l'embargo des Nations unies du 17 mai 1994. Jusqu'au 18 juillet 1994, (la veille de la victoire du FPR), au moins cinq livraisons d'armes seraient passées par Goma, dont l'aéroport était sous contrôle zaïrois, puis français, pour aboutir à Gisenyi au Rwanda.
L'analyse des circuits de financement et la provenance des armes au Rwanda pendant le génocide, tels que la Commission d'enquête citoyenne française l'a perçu dans son rapport, montre une entente entre des organismes français et anglo-saxons, belges, égyptiens, israéliens, chinois et africains-du-sud, entre autres. Cela implique une relativisation de l'explication par le « complexe de Fachoda » et donne une vision décalée des explications apparentes. François-Xavier Verschave en a déduit que tout semble s'être passé comme si dans une crise comme celle du Rwanda, les intérêts géopolitiques s'effacent lorsqu'il s'agit de faire vivre le marché de l'armement.
Ces armes étaient destinées au conflit militaire avec le FPR et officiellement n'étaient pas destinées aux génocidaires.

### Le contexte géographique et démographique du Rwanda

#### L’enclavement géographique
Le Rwanda est entouré de frontières naturelles : le lac Kivu à l'ouest, la chaîne de volcans au nord, les marais de l'Akagera à l'est, etc. Loin de la mer, sans lignes de chemin de fer, seuls l'avion et la route le relient à l'extérieur. Cet enclavement est sans doute la raison pour laquelle il est probablement le dernier pays découvert par les Européens en Afrique. Il limite les échanges et a contribué à la grande unité linguistique du pays.

#### La grande densité de population
On a fait remarquer que la densité de population et le niveau de natalité sont des facteurs aggravants de conflits entre toutes les communautés. Au moment du génocide, le Rwanda — pays essentiellement agricole — arrive aux environs de 300 habitants au km2, certaines régions atteignant 1000 habitants au km².
Le Rwanda a été un modèle de développement en Afrique jusqu'à la fin des années 1970, où ce développement fut stoppé net par la sécheresse et la dégradation de l'environnement. Les collines étaient cultivées jusqu'au sommet, les pentes les plus fortes étaient cultivées de la même façon que les terres plates, provoquant une érosion qui allait fréquemment jusqu'à des glissements de terrain. À la fin des années 1980, la baisse des cours mondiaux du thé et du café, principales exportations du Rwanda aggrave la situation. Dans le même temps la population augmente à un rythme soutenu et les guerres civiles déplacent un million de Rwandais vers des camps de réfugiés autour de Kigali, où les jeunes sans avenir grossissent les milices.
Une étude sur la commune de Kanama, au Nord-Est du Rwanda, région très fertile, montre que la taille moyenne d'une exploitation agricole y est de 0,4 ha en 1988, et de 0,3 ha en 1993, surface divisée en une moyenne de 10 parcelles non contiguës. Sur chaque exploitation vit une moyenne de 4,9 personnes en 1988 et de 5,3 personnes en 1993. Les conditions sont tellement difficiles que les jeunes ne peuvent plus fonder de foyer: le nombre de jeunes femmes vivant chez leurs parents passe de 39 à 67 % de 1988 à 1993, tandis que le nombre de jeunes hommes vivant chez leurs parents passe de 71 à 100 %. Ces chiffres ne sont que des moyennes et cachent une autre dégradation. Si le pourcentage de très petites fermes augmente, le pourcentage de « grosses » fermes (plus d'un hectare !) augmente lui aussi. Ces grosses fermes appartiennent à ceux qui disposent de revenus extérieurs. Autrement dit la société se polarise, avec comme conséquence une augmentation importante de la criminalité, liée à la misère: le pourcentage de la population consommant moins de 1600 calories par jour passe de 9 % en 1982 à 40 % en 1990.
Traditionnellement dans la société rwandaise les riches aidaient leurs parents pauvres. Ce système s'est effondré quand même les riches ont commencé à éprouver des difficultés pour eux-mêmes. Les femmes séparées ou veuves retournaient traditionnellement dans leur famille d'origine, les orphelins se tournaient traditionnellement vers leurs grands-parents. Les frères de ces femmes et les oncles de ces enfants se sont mis à s'opposer à ce retour qui menaçait le peu d'héritage qui aurait pu aider à leur survie. Les pères se sont mis à ne plus partager leur terre au moment de la mise en ménage de leurs fils.
Le Rwanda était ainsi devenu une poudrière où n'importe quel prétexte pouvait déclencher une explosion de violence contre n'importe quel bouc émissaire. Des politiques ont canalisé cette explosion vers l'ethnie Tutsi. Mais la situation a été en réalité plus complexe.
La commune de Kanama ne comptait qu'une seule Tutsi. Les massacres ont néanmoins fait plus de 5 % de morts dans la population (l'étude n'a pas permis de déterminer un chiffre plus précis, sans doute plus élevé). Les victimes étaient principalement des gros propriétaires et des personnes connues pour avoir été impliquées dans des litiges fonciers. Les auteurs de l'étude concluent: « Il n'est pas rare, aujourd'hui encore, d'entendre des Rwandais soutenir qu'une guerre était nécessaire pour diminuer la population en excès et pour la ramener au niveau des ressources en terre disponibles ». Plusieurs historiens du génocide, comme Gérard Prunier, ont évoqué cette hypothèse : « Les politiciens avaient bien sûr des raisons politiques de tuer. Mais si de simples paysans dans leur ingo ont poursuivi le génocide avec un tel acharnement, c'est qu'une réduction de la population, pensaient-ils sans doute, ne pourrait que profiter aux survivants.»
Un autre exemple montrant que le projet génocidaire ne peut suffire à expliquer l'ampleur des massacres: le troisième groupe social du Rwanda, les Twa, a payé un lourd tribut alors que situés tout au bas de l'échelle sociale. Ils ne représentaient aucun enjeu de pouvoir, mais leur mort semble être le fait de "dégâts collatéraux" car ils n'étaient pas visés par la propagande génocidaire.

## L’organisation du génocide
Aucun document de synthèse préparatoire, qui révélerait l'organisation globale du génocide, n'a été trouvé. C'est l'argument principal de ceux qui contestent la qualification de génocide pour les massacres du Rwanda en 1994. Pourtant la qualification de génocide des événements du Rwanda en 1994 a été confirmée lors de la création du Tribunal pénal international pour le Rwanda, puis par plusieurs jugements du TPIR.
Des massacres à caractère génocidaire, considérés comme annonciateurs du génocide par des observateurs commencent à être perceptibles à partir de 1992.
En 1991 et 1992, des actes de génocide ont été commis sur les Bagogwe, catégorisés comme Tutsis. En 1992, d'autres massacres ont lieu dans le Bugesera et dans le sud ouest du pays. Des membres de la garde présidentielle et des milices se sont introduits dans la région pour provoquer ce qu'ils présenteront ensuite comme un soulèvement populaire en réaction à des attentats. Ces massacres ont été accompagnés de propagande sur les ondes ainsi que dans le journal extrémiste Kangura.
À cette date un premier rapport de la Fédération internationale des ligues des droits de l'homme lance une alerte. Une commission internationale d'enquête constituée autour de la FIDH, publie un deuxième rapport en mars 1993, appelé communément « rapport de la FIDH de 1993 »  qui est encore plus précis et parle d'actes de génocide et de perspectives graves. Les autorités rwandaises sont désignées ouvertement. En aout 1993 une enquête de l'ONU confirme le rapport de la commission internationale d'enquête .
Ces rapports indiquent que des investigations poussées ont été menées en zone gouvernementale. Mais l'attitude du FPR a également été analysée dans plusieurs rapports. Les violations des droits de l'homme qui auraient été commises par le Front Patriotique Rwandais ont été décrites par Africa Watch en février 1992 sous le titre: «Rwanda, talking peace and waging war, human rights since the october 1990 invasion». En 1993, la commission internationale d'enquête, s'appuyant sur cette première étude a poursuivi aussi cette analyse du conflit. Cette commission internationale n'a pas établi d'actes de génocide de la part du FPR, mais a dénoncé des exécutions extra-judiciaires et des déportations qu'elles attribuaient à des intérêts stratégiques, avec la réserve qu'elle n'a pas pu se rendre dans les camps de déplacés en Ouganda, sa mission ayant été préparée uniquement dans le cadre d'une enquête au Rwanda.
À partir de 1992, on crée très officiellement les milices Interahamwe pour embrigader les jeunes militants du parti présidentiel MRND. D'autres partis, notamment la Coalition pour la défense de la République (CDR), forment aussi des milices qui seront confondues pendant le génocide avec la plus importantes, celle des Interahamwe. Les discours, celui de Léon Mugesera en 1992, et d'autres d'Habyarimana, sont de plus en plus clairs et mobilisateurs. La Radio Télévision Libre des Mille Collines, première radio officiellement « libre » à côté de la seule radio d'État, commence à émettre sur Kigali avant de se généraliser à tout le Rwanda. Les chansons de Simon Bikindi y ont une place particulière. Cette radio est financée par l'Akazu, le cercle proche du président et de sa femme Agathe. La propagande officielle se développe dans le but avoué que tout Rwandais devienne un tueur ou une victime, selon sa carte d'identité. Ces milices sont formées essentiellement par les Forces armées rwandaises. Mais l'un des points les plus controversé de la formation des milices concerne la France. En vertu des accords de coopération militaire signés en 1975, la gendarmerie française formait des gendarmes rwandais. Des Rwandais affirment que ces gendarmes et des militaires français de l'opération Noroît formaient aussi des miliciens. En avril 2005 sur France Culture, un gendarmes du GIGN, le Sergent Thierry Prungnaud, a affirmé de façon « catégorique » avoir vu  des militaires français former des miliciens en 1992 au Rwanda.
Un informateur, cité par Roméo Dallaire dans ses télégrammes à l'ONU au premier trimestre 1994, avertit la Minuar de l'existence de caches d'armes destinées à la population et qu'il est prévu de tuer des casques bleus belges pour les faire partir.
Une enquête, menée après le génocide par Pierre Galand et Michel Chossudovsky, montre que de nombreuses alertes économiques étaient connues des instances internationales et notamment de la Banque mondiale et du FMI. La balance des paiements et la répartition budgétaire des comptes du Rwanda commença à basculer dès le début des années 1990, sans que ces éléments semblent tous liés à la guerre contre le FPR. Ayant pu enquêter au sein de la Banque nationale du Rwanda, ils ont découvert des lignes comptables et des courriers ministériels qui montraient que des détournements de dépenses officielles avaient pour objet de camoufler des dépenses préparatoires au génocide affectées à des postes divers dans la comptabilité nationale. Par ailleurs, au sein des douanes à l'aéroport de Kigali, un service parallèle très important qui était alimenté de toutes sortes de biens marchands, géré par madame Habyarimana et l'un de ses frères, échappait à tout contrôle national et alimentait des circuits occultes.

## La mise en œuvre du génocide

### Les événements déclencheurs

#### L’accord de paix d’Arusha
Le 4 août 1993, après plusieurs années de négociations, le Gouvernement de la République rwandaise et le Front patriotique rwandais (FPR) signaient l'accord de paix d'Arusha afin de mettre un terme à la guerre civile rwandaise débutée en 1990.
Cet accord prévoyait la mise en place par les Nations unies d'une « Force internationale neutre » (FIN) chargée de superviser l'intégration des forces armées des deux parties, de garantir la sécurité générale du pays, d'assurer la sécurité de la distribution d'aides humanitaires, d'effectuer des opérations de déminage et de faire de Kigali une zone neutre. Elle devait de plus contribuer à assurer la sécurité de la population civile, à rechercher des caches d'armes, à neutraliser les bandes armées à travers tout le pays, à récupérer toutes les armes distribuées à la population civile ou acquises illégalement par celle-ci et à contrôler le respect de la cessation des hostilités.
L'Accord reposait sur l'hypothèse que la FIN serait déployée dans un délai d'environ un mois, bien que les représentants des Nations unies aient informé les parties que cette hypothèse n'était pas réaliste.
Une semaine à peine après la signature de l'Accord, l'ONU publiait un rapport inquiétant sur la situation des droits de l'homme au Rwanda. Ce rapport faisait suite à une mission ayant établi que le Rwanda était le théâtre de massacres et de nombreuses autres graves violations des droits de l'homme prenant pour cible la population Tutsie. Mais l'essentiel de ce rapport semble avoir été ignoré par les principaux acteurs du système des Nations unies.
Le 15 septembre, une délégation commune du gouvernement rwandais et du FPR demanda au secrétaire général des Nations-unies de déployer rapidement une force internationale importante, prévenant que tout retard risquait de provoquer l'effondrement du processus de paix. Le Secrétaire général répondit que même si le Conseil approuvait l'envoi d'une force de cette envergure, il faudrait au moins deux ou trois mois pour la déployer, entre autres à cause des demandes de troupes considérables qui étaient faites aux Nations unies pour la Somalie et la Bosnie, alors qu'une crise financière traversait l'Organisation.

#### Les difficultés d'engagement de la MINUAR
Le 24 septembre 1993, le Secrétaire général de l'ONU proposa au Conseil de sécurité le déploiement d'une force de 2 548 hommes. Le 5 octobre, le Conseil adoptait à l'unanimité la résolution 872 (1993) par laquelle était créée la MINUAR dont la mission principale était de superviser l'application de l'accord de cessez-le-feu. Le commandement en fut confié au Général canadien Roméo Dallaire qui arriva à Kigali le 22 octobre. Le 23 novembre 1993, le général Dallaire envoyait à New York, pour approbation par le Secrétariat, un projet de règles d'engagement comprenant, une disposition qui autorisait expressément la Mission à intervenir, y compris en utilisant la force, en réponse à des crimes contre l'humanité. Le Siège n'approuva jamais cette demande.
Le processus politique était bloqué par des difficultés ayant pour toile de fond une violence chaque jour plus visible. Au début décembre, le secrétaire général adjoint aux affaires politiques fut reçu par le président rwandais, le général Juvénal Habyarimana. Il lui exposa qu'il avait été informé que des meurtres d'opposants étaient en cours de préparation et que l'ONU ne le tolérerait pas. Le président Habyarimana démentit.
Le 11 janvier 1994, Le Général Dallaire envoya à l'ONU un télégramme dans lequel il rapportait des informations communiquées par un instructeur de très haut niveau dans les milices Interahamwe concernant:
- une stratégie dont le but était de provoquer le meurtre de soldats belges de la MINUAR et le retrait de leur bataillon.
- l'entraînement par les forces gouvernementales de 1 700 hommes répartis dans tout Kigali pour y dresser la liste de tous les Tutsis, en vue de leur extermination.

Dallaire reconnaissait éprouver certaines réserves concernant la fiabilité de l'informateur et disait que la possibilité d'un piège ne pouvait pas être complètement exclue. Néanmoins, son câble se terminait par un appel à l'action.
M. Kofi Annan répondit que ces informations étaient inquiétantes, mais qu'elles contenaient certaines contradictions, et concluait que « la MINUAR ne devra entreprendre aucune action de reconnaissance ou autre […] avant d'avoir reçu des directives claires du Siège ».
Un peu plus tard, le Siège indiqua que si la MINUAR estimait que l'informateur était absolument fiable, les instructions étaient de solliciter d'urgence une audience du Président Habyarimana et de lui faire savoir que des informations apparemment fiables concernant des activités des Interahamwe constituaient une menace patente contre le processus de paix. Il soulignait que « le souci primordial était la nécessité d'éviter de se lancer dans un type d'action qui risquait de déclencher l'usage de la force et des conséquences imprévisibles ».

#### Impasse politique et dégradation des conditions de sécurité
Le 14 janvier, le président Juvénal Habyarimana indiquait au secrétaire général de l'ONU qu'il avait besoin de l'appui des quatre ambassadeurs qu'il venait de recevoir (France, Belgique, États-Unis et Tanzanie) ainsi que celui de l'ONU pour pouvoir imposer une solution aux parties. Le secrétaire général lui déclara que l'ONU avait confiance en son autorité, mais que si aucun progrès n'avait lieu, elle serait obligée de mettre fin à sa présence au Rwanda.
Pendant tout le mois de février, la situation continua à se dégrader. Il y avait chaque jour des manifestations de plus en plus violentes, des attaques à la grenade et des meurtres politiques et ethniques. Les milices armées des différentes parties continuaient à constituer des stocks d'armes et se préparaient à leur distribution. Les FGR en particulier stockaient des munitions et renforçaient leurs positions à Kigali dans la perspective d'un conflit. La MINUAR souhaitait mener des opérations de dissuasion sélectives visant les caches d'armes confirmées, mais n'obtint pas de mandat des Nations-unies lui permettant d'y procéder. En effet, la résolution du Conseil de sécurité ne l'autorisait à agir qu'à condition que les parties opposées aient au préalable réussi à s'entendre et à établir elles-mêmes une zone de sécurité.
Le 23 février, de nombreux renseignements montraient que la distribution d'armes et de liste de civils à assassiner avait commencé, sans que la MINUAR ne parvienne à en établir la preuve indiscutable.
Le 1er mars, le Secrétaire général menaçait de retirer la MINUAR dans les 15 jours si aucun progrès n’était réalisé. Toutefois, le 30 mars, il présentait au Conseil de Sécurité un rapport décrivant la situation et recommandait la prolongation du mandat de la MINUAR pour une durée de six mois. Le 5 avril, le Conseil de Sécurité, dans sa résolution 909, acceptait une prolongation de 4 mois seulement.

#### Attentat contre l’avion présidentiel et début du génocide
Le 3 avril 1994, la Radio Télévision Libre des Mille Collines annonce que « le 4 et le 5, il va se passer quelque chose à Kigali » et « qu'il fallait être prêt », sans autres précisions. Il n'est pas possible de déterminer s'il s'agissait de l'attentat du 6 avril qui de toute évidence a servi de signal de lancement du génocide ou d'une coïncidence utilisée opportunément. Juvénal Habyarimana avait déjà été pris à partie et menacé sur les ondes de Radio Mille Collines (« Tu ne peux pas gouverner contre le peuple. Même Habyarimana, si le peuple est contre lui, il ne met plus un pied au pays. »)
Aussitôt après l'attentat, le gouvernement intérimaire est constitué en quelques jours avec les personnalités qui se révéleront les plus actives dans l'exécution du génocide, le Hutu Power. Les événements ultérieurs montrèrent que tout appui, direct ou indirect, notamment français, était souhaité par les organisateurs du génocide. À Paris, le 14 juin 1994, François Mitterrand déclara à une équipe de Médecins sans frontières qu'Agathe Habyarimana, évacuée par l'opération Amaryllis, « continuerait à lancer des appels aux massacres sur les radios françaises, si elle le pouvait ».
Tout ce travail préparatoire eut pour expression médiatique le mot d'ordre « administratif » de ce projet national : « exterminer les cancrelats », décliné en toutes sortes de variantes, aux périphrases séduisantes, typiques de la culture rwandaise très sensible à la poésie des mots, puis « finir le travail ». Les cancrelats étaient désignés comme tels depuis des années. Le bras constitué du génocide, les « milices interahamwe », reçut des Forces armées rwandaises un soutien logistique et matériel. Chaque jour, chaque heure, la radio précisait des objectifs de massacres précis. Les milices entraînaient la population avec elle dans ce « travail collectif » (Umuganda), notion qui faisait partie de la culture républicaine rwandaise depuis des années. C'était un travail organisé, de 9 h du matin environ à 16 h-17 h, avec ses temps de repos annoncés par des coups de sifflet. La bière était prévue dans les stocks nationaux pour soutenir les combattants.

## Polémiques sur les causes du génocide

### Polémiques sur le rôle de la politique française

#### Mises en cause de la politique française par les ONG en 1994
Dans un livre paru en 1994, Rony Brauman, président de Médecins sans frontières de 1982 à 1994, avance quatre raisons qui, selon lui, sont susceptibles d'éclairer les causes de l'intervention de la France au Rwanda pour aider le pouvoir en place.
Premièrement, la France prouvait ainsi en acte son soutien à des pays africains francophones alliés, « pré carré » dans l'est du continent. Dans une sorte de « donnant-donnant » diplomatique, la France, en échange d'une aide logistique et militaire réelle au pouvoir rwandais (et par extension, à tous les pouvoirs de cette zone de l'Afrique), attendait un soutien diplomatique et international capable de justifier son rang de grande puissance internationale. Elle illustrait donc avec force son rôle historique de gendarme dévolu à une ancienne puissance coloniale majeure en Afrique.
Deuxièmement, la France tirait les conséquences d'un calcul politique non exempt de cynisme : la majorité de la population du Rwanda (environ 85 %) est d'appartenance hutue. Le vote étant largement déterminé par ces critères d'appartenance, le souci de l'instauration du suffrage universel conduit inéluctablement à l'instauration, démocratiquement, d'un pouvoir hutu. D'où la défense du parti hutu dans la perspective d'un futur gouvernement hutu (c'était le vœu formulé lors de la signature des accords d'Arusha en août 1993).
La troisième raison tient à une image faussement favorable (et volontairement inexacte) qu'a le pouvoir à Paris du Rwanda. Habyarimana, arrivé au pouvoir à la suite d'un coup d'État le 5 juillet 1973, avait promis de mettre fin à la politique alors en place de tribalisme et avait effectivement dissous le Parmehutu (Parti pour l'émancipation Hutu) largement responsable de la mort de deux cent mille Tutsis entre 1959 et 1973. Menant une politique de prudence économique (qui lui valut un satisfecit du FMI) et de soutien indéfectible à la France, il se trouvait à la tête d'un pays à l'image lisse d'oasis verdoyante, qui cachait mal les discriminations ethniques, jamais vraiment abolies, et la marginalisation croissante de la population tutsie par le biais d'une véritable politique d’apartheid, le tout sur fond de corruption généralisée.
La quatrième raison tient au « complexe de Fachoda ». En effet, les forces tusties du FPR sont issues pour la plupart de l'Ouganda voisin (où deux cent mille Tutsi s'enfuirent à la suite de la révolution de 1959, l'arrivée au pouvoir des Hutu, qui se traduisit par des massacres). Beaucoup sont anglophones, et beaucoup aussi sortent des rangs de l'armée de ce pays, comme leur chef, Paul Kagame, ancien stagiaire d'une école militaire américaine. Cet aspect a certainement joué pour élaborer, au sein de la diplomatie française, le scénario d'une force d'intervention étrangère soumise aux intérêts anglo-américains en Afrique de l'Est.
À cela s'ajoutent également deux raisons, plus marginales, mais qui illustrent sans aucun doute les dessous sordides des réseaux tissés sans discontinuer depuis la décolonisation que l'on appelle Françafrique. Tout d'abord, l'idée d'un complot flotte parmi les cercles parisiens ; l'offensive du FPR ne serait que le début d'un plan plus vaste élaboré à Washington pour remodeler l'ensemble de l'Afrique de l'Est, à partir de l'Ouganda. Il s'agirait, une fois le pouvoir d'Habyarimana tombé, de créer un vaste empire anglophone qui rassemblerait, outre l'Ouganda, la province zaïroise du Kivu, le Rwanda et le Burundi, sous l'autorité du premier ministre ougandais, défenseur des Tutsis, et sous la férule des intérêts anglo-saxons. Ce fantasme aurait apparemment été défendu par plusieurs conseillers de l'Élysée sur la base d'un document produit par un groupe d'opposants ougandais.

Ensuite, c'est l'affairisme inhérent à la Françafrique qui justifierait le soutien appuyé de Paris envers et contre toute la réalité à Kigali. À l'époque, Jean-Christophe Mitterrand, fils du président de la République, est le responsable de la cellule Afrique de l'Élysée, et ce depuis 1986. Il préférait les contacts personnels avec les chefs d'État plutôt que la lenteur des procédures bureaucratiques, ce qui lui a permis de décrocher plusieurs contrats sur le marché des relations publiques pour divers potentats d'Afrique francophone (Togo, Cameroun, Congo, Côte d'Ivoire) au profit de la société Adefi-International appartenant à son ami Jean-Pierre Fleury. Cette société fournit des prestations de police pour le compte de ces mêmes gouvernements, comme lors du filmage d'une manifestation d'opposants congolais et camerounais à Paris, ou comme lors d'une affaire d'exportation de missile sol-air à l'Afrique du Sud, via le Congo, arrêtée in extremis. Ami personnel du président Juvénal Habyarimana et de son fils, Jean-Christophe Mitterrand était un soutien fidèle du régime en place (même génocidaire) et est considéré comme l'un de chefs de file du lobby pro-Kigali à l'époque des faits.

### Ouvrages utilisés pour la rédaction de cet article
- Rapport de l'ONU sur le génocide au Rwanda - 1999 accédé le 6 octobre 2007
- « Rwanda : le génocide qu'on aurait pu stopper », rapport de l'ex OUA - 2000
- Rapport du Sénat de Belgique - 1997 accédé le 6 octobre 2007
- Rapport d'information de la mission d'information sur le Rwanda, Assemblée nationale française, 1998 (dit « rapport Quilès ») accédé le 6 octobre 2007
- L'horreur qui nous prend au visage - Rapport de la Commission d'enquête citoyenne française - 2004